# آلفرد ماورشتاد

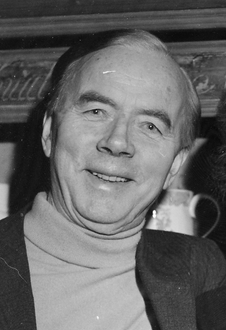
آلفرد ماورشتاد در سال ۱۹۶۷

آلفرد ینتوفت ماورشتاد (۲۶ ژوئیه ۱۸۹۶ – ۵ سپتامبر ۱۹۶۷) یک بازیگر برجسته نروژی، کارگردان سینما و مدیر تئاتر بود.

## زندگی‌نامه
آلفرد ینتوفت ماورشتاد در بریگیا در داویک (اکنون واگسوی) در سون او فیوردانه، نروژ به دنیا آمد. او پسر برینل ماورشتاد (۱۸۵۹-۱۹۴۳) و لوویس ماری برولوس (۱۸۶۷-۱۹۴۳) بود. ماورشتاد در یک آکادمی نظامی در برگن (مدرسه درجه افسری تیپ‌های برگن) شرکت کرد. در سال‌های نوجوانی در چندین کنسرت در ناحیه نوردفورد اجرا کرد و با هاردانگر فیدل خود نواخت. او به کریستیانیا نقل مکان کرد و در سال ۱۹۲۱ در تئاتر نروژی شروع به کار کرد. او در سال ۱۹۳۰ در تئاتر ملی شروع به کار کرد. او از سال ۱۹۴۵ تا ۱۹۵۰ مدیر تئاتر در تروندلاگ تئاتر بود. ماورشتاد در چندین فیلم از جمله فانت (۱۹۳۷)، مهمان باردسن (۱۹۳۹)، تورس اسنورتولد (۱۹۴۰) و تریسیل-نوت (۱۹۴۲) ایفای نقش کرده است. او عضو انجمن نروژ برای حقوق زنان بود.

## زندگی شخصی
او دو بار ازدواج کرده بود. اول در سال ۱۹۲۵ با توردیس الفریدا ویتزو (آنها در سال ۱۹۴۳ جدا شدند) و دوم در سال ۱۹۵۶ با گرو اسکات-رود. دختر او ماری ماورشتاد (زاده ۱۹۵۷) و پسرش تورالو ماورشتاد (زاده ۱۹۲۶) هر دو بازیگر هستند. او همچنین پدرشوهر بازیگر زن، بئاته اریکسن، همسر سوم پسرش بود.

## فیلم‌شناسی
بازیگر
- ۱۹۲۶ – ماه عسل در هاردانگر
- ۱۹۳۲ – فانتگوتن
- ۱۹۳۴ – لیو
- ۱۹۳۵ – اتحاد لازم است
- ۱۹۳۷ – فانت
- ۱۹۳۸ – بال در اطراف فانوس دریایی (به سوئدی)
- ۱۹۳۹ – مهمان باردسن
- ۱۹۴۰ – حرامزاده
- ۱۹۴۰ – تورس اسنورتولد
- ۱۹۴۱ – هانسن و هانسن
- ۱۹۴۲ – تریسیل-نوت
- ۱۹۴۸ – یوروند اسمد
- ۱۹۵۱ – اورندالن (دره عقاب ها)
- ۱۹۵۱ – مرد ناشناس
- ۱۹۵۸ – لیلا (به سوئدی و آلمانی)
- ۱۹۵۸ – بیرون از تاریکی
- ۱۹۶۰ – تار بزرگ

کارگردان
- ۱۹۴۱ – هانسن و هانسن
- ۱۹۴۲ – آقایی با سبیل

فیلمنامه‌نویس
- ۱۹۳۵ – اتحاد لازم است
- ۱۹۴۱ – هانسن و هانسن

آهنگساز
- ۱۹۳۹ – مهمان باردسن